# Jean-Pierre Bélisle
Pour les articles homonymes, voir Bélisle.
Jean-Pierre Bélisle, né le 14 janvier 1948 à Montréal, est un avocat, professeur d'université, chef d'entreprise et homme politique québécois, député de Mille-Îles à l'Assemblée nationale du Québec sous la bannière du Parti libéral du Québec des élections générales de 1985 à sa démission en mars 1994, peu avant les élections générales en septembre 1994. Il est candidat conservateur aux élections fédérales de 2008 dans Laval.

## Biographie

### Jeunesse et carrière avant la politique
Jean-Pierre Bélisle naît le 14 janvier 1948 à Montréal du fonctionnaire Jean Bélisle et de Madeleine O'Reilley,. En 1965, la famille Bélisle s'installe à Saint-Claude, paroisse de l'ancienne cité de Laval-des-Rapides,. En 1968, il obtient son baccalauréat ès arts option économie du Collège Sainte-Marie de Montréal, puis en 1971, reçoit son diplôme en droit civil de l'Université McGill,. En 1969 et 1970, il est directeur du McGill Law Journal,. De 1969 à 1972, toujours à l'Université McGill, il effectue sa maîtrise en économie, finances publiques et développement économique,. En 1970 et 1971, il est président de la Faculté de droit de l'Université McGill. Il est admis au Barreau du Québec en 1973,.
De juin 1972 à avril 1973, Bélisle est adjoint exécutif du sous-ministre des Finances,. À partir de mai 1973, il exerce le droit à Laval,. De 1974 à 1976, il est membre de la Chambre de commerce de Laval, puis de l'Association des hommes d'affaires de Laval,.

### Carrière politique
Il se présente comme candidat du Parti libéral du Québec dans la circonscription de Mille-Îles aux élections générales de 1981, mais perd contre le candidat péquiste Jean-Paul Champagne,. Aux élections de 1985, il bat le député sortant Champagne et devient député de Mille-Îles,. Il est réélu aux élections de 1989,. Il est adjoint parlementaire du ministre des Finances Gérard D. Levesque du 29 novembre 1989 au 16 octobre 1990,. À partir de cette date, il est leader parlementaire adjoint,. En 1992, il publie son livre Savoir pour choisir, qui porte sur son opinion sur l'idéologie politique du souverainisme québécois,,. Il démissionne de son poste de député et de toutes ses fonctions parlementaires le 10 mars 1994,. Il cite comme raison son désaccord avec les politiques du chef Robert Bourassa, comme d'autres députés ayant démissionné durant la 34e législature. En août 1994, il fait don de plusieurs documents à la Bibliothèque et Archives nationales du Québec pour créer le Fonds Jean-Pierre Bélisle.
Lors des élections fédérales de 2008, il se présente dans la circonscription de Laval sous la bannière du Parti conservateur,. Il est battu par la bloquiste Nicole Demers et termine troisième,. En 2010, il est conseiller politique et avocat de l'Action démocratique du Québec,. Il reçoit des encouragements de partisans conservateurs pendant plus de 18 mois, dont le député Lawrence Cannon, pour qu'il se présente de nouveau dans Laval aux élections fédérales de 2011, mais l'ancien député refuse l'offre. Lors de la scission de la Coalition avenir Québec par François Legault et Charles Sirois en 2011, Bélisle devient l'avocat du nouveau groupe politique,.

### Après la vie politique
Depuis 1996, il est propriétaire du vignoble et restaurant La Roche des brises, à Saint-Joseph-du-Lac,. Il est également membre du conseil d'administration de l'Association des vignerons du Québec depuis 2004. 
Il marie Gina Pratt, avec qui il a trois enfants.

## Résultats électoraux
|                          | Nom                      | Parti politique          | Voix   | %       | Majorité |
| ------------------------ | ------------------------ | ------------------------ | ------ | ------- | -------- |
|                          | Nicole Demers            | Bloc québécois           | 19 085 | 37,8 %  | 4 895    |
|                          | Alia Haddad              | Libéral                  | 14 190 | 28,1 %  |          |
|                          | Jean-Pierre Bélisle      | Conservateur             | 9 101  | 18,02 % |          |
|                          | Alain Giguère            | NPD                      | 6 289  | 12,46 % |          |
|                          | Eric Madelein            | Vert                     | 1 607  | 3,18 %  |          |
|                          | Yvon Breton              | Marxiste-léniniste       | 221    | 0,44 %  |          |
| Total des votes valides  | Total des votes valides  | Total des votes valides  | 50 493 | 98,5 %  |          |
| Total des votes rejetés  | Total des votes rejetés  | Total des votes rejetés  | 769    | 1,5 %   |          |
| Total des votes exprimés | Total des votes exprimés | Total des votes exprimés | 51 262 | 62,24 % |          |
| Électeurs inscrits       | Électeurs inscrits       | Électeurs inscrits       | 82 362 |         |          |

|                                                                                                 | Nom                           | Parti           | Nombre de voix | %      | Maj.  |
| ----------------------------------------------------------------------------------------------- | ----------------------------- | --------------- | -------------- | ------ | ----- |
|                                                                                                 | Jean-Pierre Bélisle (sortant) | Libéral         | 16 436         | 56,7 % | 3 867 |
|                                                                                                 | Lyse Leduc                    | Parti québécois | 12 569         | 43,3 % | -     |
| Total                                                                                           | Total                         | Total           | 29 005         | 100 %  |       |
| Le taux de participation lors de l'élection était de 79,7 % et 1 078 bulletins ont été rejetés. |                               |                 |                |        |       |

|                                                                                               | Nom                           | Parti                        | Nombre de voix | %      | Maj.  |
| --------------------------------------------------------------------------------------------- | ----------------------------- | ---------------------------- | -------------- | ------ | ----- |
|                                                                                               | Jean-Pierre Bélisle           | Libéral                      | 16 189         | 54,2 % | 3 547 |
|                                                                                               | Jean-Paul Champagne (sortant) | Parti québécois              | 12 642         | 42,3 % | -     |
|                                                                                               | George Hanna                  | NPD Québec                   | 573            | 1,9 %  | -     |
|                                                                                               | Daniel Marchand               | Parti indépendantiste (1985) | 373            | 1,2 %  | -     |
|                                                                                               | André Forget                  | Socialisme chrétien          | 91             | 0,3 %  | -     |
| Total                                                                                         | Total                         | Total                        | 29 868         | 100 %  |       |
| Le taux de participation lors de l'élection était de 80,9 % et 445 bulletins ont été rejetés. |                               |                              |                |        |       |

|                                                                                               | Nom                 | Parti           | Nombre de voix | %      | Maj.  |
| --------------------------------------------------------------------------------------------- | ------------------- | --------------- | -------------- | ------ | ----- |
|                                                                                               | Jean-Paul Champagne | Parti québécois | 16 825         | 54 %   | 3 196 |
|                                                                                               | Jean-Pierre Bélisle | Libéral         | 13 629         | 43,7 % | -     |
|                                                                                               | Gustave Thériault   | Union nationale | 720            | 2,3 %  | -     |
| Total                                                                                         | Total               | Total           | 31 174         | 100 %  |       |
| Le taux de participation lors de l'élection était de 88,4 % et 366 bulletins ont été rejetés. |                     |                 |                |        |       |

## Publications
- Jean-Pierre Bélisle, Savoir pour choisir, Montréal, SERDEV, 1992 (ISBN 9782980286308).